# Volker Weidemann
Volker Weidemann (* 3. Oktober 1924; † 14. März 2012 in Kiel) war ein deutscher Astrophysiker, Astronom und Hochschullehrer.

## Leben
Weidemann ging in Kiel zur Schule. Ein halbes Jahr vor seinem Abitur wurde er 1941 zur Kriegsmarine einberufen. Bei Ende des Zweiten Weltkrieges befand er sich in Norwegen. Nach seiner Rückkehr nach Kiel holte er 1946 in einem Sonderlehrgang für Kriegsteilnehmer sein Abitur nach. Wegen der Überfüllung der Universitäten nach Kriegsende, arbeitete er zunächst als Volontär am Geologischen Institut, was ihm einen Anspruch auf Lebensmittelkarten sicherte. Ab 1947 studierte er Mathematik und Astronomie an der Christian-Albrechts-Universität zu Kiel bei Karl-Heinrich Weise und 1949/50 ein Semester an der Albert-Ludwigs-Universität Freiburg bei Heinrich Friedrich Siedentopf. 1954 promovierte er bei Albrecht Unsöld mit einer Arbeit zum Thema Metallhäufigkeiten, Druckschichtung und Stoßdämpfung in der Sonnenatmosphäre.
Von 1954 bis 1957 arbeitete er an der Physikalisch-Technischen Bundesanstalt (PTB) in Braunschweig als Mitarbeiter in der Redaktion der Physikalischen Berichte, wobei er für die astrophysikalischen Artikel verantwortlich war. 1957 folgte er einer Einladung von Jesse Leonard Greenstein und ging als Research Fellow nach Pasadena an das California Institute of Technology (Caltech). Dort hatte er Gelegenheit am Palomar-Observatorium zu arbeiten. Er untersuchte das Spektrum des weißen Zwerges Maanen 2 mit Methoden, die Unsöld mit seinen Schülern in Kiel entwickelt hatte. Damals fand die Analyse der beobachteten Ergebnisse mit Rechenschieber und Logarithmentafel statt, eine anstrengende Rechenarbeit.
Zurückgekehrt nach Braunschweig, erhielt Weidemann ab 1960 regelmäßige Lehraufträge für astrophysikalische Vorlesungen an der Technischen Hochschule Braunschweig. 1963 habilitierte er sich dort mit einer Analyse der weißen Zwerge Effektive Temperatur und Schwerebeschleunigung der Weißen Zwerge. Für diese Habilitation war er von 1961 bis 1962 noch einmal bei Greenstein am Palomar-Observatorium des Caltechs gewesen.
Weidemann schrieb regelmäßig für die Zeitschrift Die Naturwissenschaften Berichte über das Texas Symposium on Relativistic Astrophysics. Durch diese Tätigkeit erwarb er Interesse und Kenntnisse auf den Gebieten der Kosmologie, der Quasare und der Pulsare.
1965 wurde Weidemann als Professor auf ein neu geschaffenes Extraordinat für Astrophysik an der Universität Kiel berufen. In den folgenden Jahren wurde das Extraordinat in einen ordentlichen Lehrstuhl aufgewertet, den Weidemann bis zu seiner Emeritierung 1992 innehatte.

## Forschungsinteressen
Weidemann forschte auf dem Gebiet der weißen Zwerge und ihrer Vorläufer, der Planetarischen Nebel. Er untersuchte Spätstadien der Sterne. Er beschäftigte sich mit der Beziehung zwischen den Massen der Sterne bei ihrer Entstehung und derjenigen im Endstadium, dem Weißen Zwerg, sowie der Bestimmung der insgesamt während der Entwicklung verlorenen und wieder in den Weltraum zurückgeflossenen Masse. Als die Computer entwickelt wurden, ermutigte Weidemann seine Schüler, diese zu nutzen, um die mühselige Rechenarbeit, die er selber noch mit Rechenschieber und Logarithmentafel erledigt hatte, zu automatisieren und zu vereinfachen.
Weidemann gründete 1974 die zweijährlich stattfindenden European Workshops on White Dwarfs. Diese Tagungen fanden 1984, 1994 und 2004 in Kiel statt und in anderen Jahren an vielen Orten in Europa, in Israel und den USA.
Weidemann hielt Vorlesungen zu den Themen Allgemeine Relativitätstheorie und Kosmologie. Er verfasste mehr als 100 Publikationen. Sein h-Index liegt bei 29.

## Mitgliedschaften
Weidemann war seit 1984 Mitglied der Deutschen Akademie der Naturforscher Leopoldina, seit 1985 Mitglied der Joachim-Jungius-Gesellschaft der Wissenschaften und seit 2007 Seniormitglied der Akademie der Wissenschaften in Hamburg. Außerdem war Weidemann Mitglied der Internationalen Astronomischen Union.

## Religiöse Interessen
Weidemann war Christ. Er interessierte sich nicht nur für rein naturwissenschaftliche Fragestellungen, sondern auch für das Verhältnis der wissenschaftlichen Erkenntnisse zur Religion. Speziell beschäftigten ihn die Fragen nach dem Ursprung und Sinn des Universums und danach, ob ein Plan hinter dem kosmischen Gebilde zu entdecken ist. Über diese Fragen hat er Vorträge gehalten und auch Veröffentlichungen geschrieben, teilweise zusammen mit seinen Kollegen aus der Philosophie. In der Waldkapelle zum Ewigen Troste bei Kiel beteiligte er sich von 1978 bis 2009 an den sogenannten „Professorenpredigten“. Seine Ansicht zu diesen Dingen fasste er zusammen in den Worten:

„Wenn auch die nüchterne wissenschaftliche Betrachtung des Evolutionsgeschehens kein Ziel und keinen Zweck und auch keinen göttlichen Plan erkennen lässt, so dass das Leben sinnlos und auf das Hier und Jetzt beschränkt erscheint, so öffnet doch die Offenbarung in Christus einen viel weiteren Horizont, so dass sie zur Frohen Botschaft, zum Evangelium wird. Aus ihm mögen wir immer wieder Kraft, Lebensmut und Freude erfahren und uns in unserer Vergänglichkeit geborgen wissen!“

## Familie
Volker Weidemann war der jüngste von drei Brüdern. Seine Eltern, Carl Weidemann und Carla, geborene Clausen, übten beide  den Lehrerberuf aus. Der um drei Jahre  ältere Bruder, Hartwig Weidemann (1921–2009), war Meteorologe, Meereskundler und Ozeanograph. Ihr Vater gründete das ehemalige  Schullandheim der Stadt Kiel im ehemaligen Herrenhaus des Ostseebades Schönhagen. Ab 1928 wurde das Schloss mit Unterbrechungen von der Kieler „Gesellschaft zur Förderung der Hebbelschule“ genutzt und später von der Stadt Kiel als Schullandheim. Hartwigs und Volkers Onkel war Magnus Weidemann (1880–1967), Pfarrer, Maler, Schriftsteller und Graphiker. Volker Weidemann war mit einer Physikerin verheiratet.

## Veröffentlichungen (Auswahl)
- Revision of the initial-to-final mass relation , 2000, Astronomy and Astrophysics, v.363 online
- Mit Alfred Hüller: Endstadien der Sternentwicklung. Quantenmechanische Rotationsanregungen in Kristallen., 1994, VS Verlag für Sozialwissenschaften, ISBN 978-3-531-08403-9
- Masses and evolutionary status of white dwarfs and their progenitors, 1990, Annual Rev. Astron. Astrophys., Vol. 28 online
- The initial-final mass relation : galactic disk and Magellanic Clouds, 1987, Astronomy and Astrophysics, Vol. 188 online
- Theatrum Cometicum. Hamburg und Kiel im Zeichen der Kometen von 1664 und 1665, 1987, Vandenhoeck & Ruprecht, Göttingen, ISBN 3-525-86226-1
- On the distance scale of planetary nebulae and white dwarf birth rates, 1977, Astronomy and Astrophysics, Vol. 61 online
- Mass loss towards the white dwarf stage, 1977, Astronomy and Astrophysics, vol. 59 online
- White Dwarfs, 1968, Annual Review of Astronomy and Astrophysics, vol. 6 online
- Leuchtkraftfunktion und räumliche Dichte der Weiβen Zwerge, 1967, Zeitschrift für Astrophysik, Vol. 67 online
- The Atmosphere of the White Dwarf Van Maanen 2, 1960, Astrophysical Journal, vol. 131 online